# Wolfgang Pantförder
Wolfgang Pantförder (* 13. Januar 1950 in Recklinghausen) ist ein CDU-Politiker und war von 1999 bis 2014 hauptamtlicher Bürgermeister der Stadt Recklinghausen.
Pantförder war ab 1964 in der Recklinghäuser Kreisverwaltung tätig und studierte von 1971 bis 1974 Betriebswirtschaft an der Westfälischen Wilhelms-Universität in Münster sowie von 1974 bis 1976 Jura und Pädagogik an der Ruhr-Universität in Bochum, ehe er 1979 das Staatsexamen für das Lehramt an berufsbildenden Schulen ablegte. Im Anschluss daran war er Lehrer an der Kollegschule Kuniberg Recklinghausen. Pantförder ist verheiratet und hat zwei Söhne.
1970 trat er in die CDU ein und wurde 1975 Mitglied des Rates der Stadt Recklinghausen, was er bis 1999 blieb. 1989 wurde er Vorsitzender der CDU-Stadtratsfraktion, sowie Mitglied der Verbandsversammlung Kommunalverband Ruhrgebiet.
1999 trat er bei der Kommunalwahl in Nordrhein-Westfalen für das Amt des Bürgermeisters seiner Heimatstadt an und erreichte bereits im ersten Wahlgang am 12. September die nötige Mehrheit. Am 1. Oktober trat er das Amt als Nachfolger von Peter Borggraefe (SPD) an. Bei den Kommunalwahlen 2004 und 2009 wurde Pantförder jeweils mit einem Ergebnis von 55,9 % bzw. 52,4 % in seinem Amt bestätigt. Am 29. November 2013 gab Pantförder bekannt, 2014 nicht mehr als Oberbürgermeister zu kandidieren.